# Sporophila albogularis
El semillero gorjiblanco o espiguero de garganta blanca (Sporophila albogularis), es una especie de ave paseriforme de la familia Thraupidae perteneciente al numeroso género Sporophila. Es endémico del noreste de Brasil.

## Distribución y hábitat
Se distribuye en el noreste de Brasil, desde Piauí hacia el este hasta Rio Grande do Norte y hacia el sur hasta el norte de Minas Gerais y Bahía.
Esta especie es poco común a localmente bastante común en su hábitat natural: las áreas con pastizales de los matorrales y bosques de la caatinga, hasta los 1200 m de altitud.

## Sistemática

### Descripción original
La especie S. albogularis fue descrita por primera vez por el naturalista alemán Johann Baptist von Spix en 1825 bajo el nombre científico Loxia albogularis; su localidad tipo es: «Bahía, Brasil».

### Etimología
El nombre genérico femenino Sporophila es una combinación de las palabras del griego «sporos»: semilla, y  «philos»: amante; y el nombre de la especie «albogularis» se compone de las palabras del latín «albus»: blanco, y «gularis»: de garganta.

### Taxonomía
Los datos presentados por los amplios estudios filogenéticos recientes demostraron que la presente especie es hermana de Sporophila collaris, el par formado por ambas es próximo de S. plumbea y el clado resultante es próximo del par formado por Sporophila falcirostris y S. schistacea. Es monotípica.